# 독일 기독교 귀족에게 고함

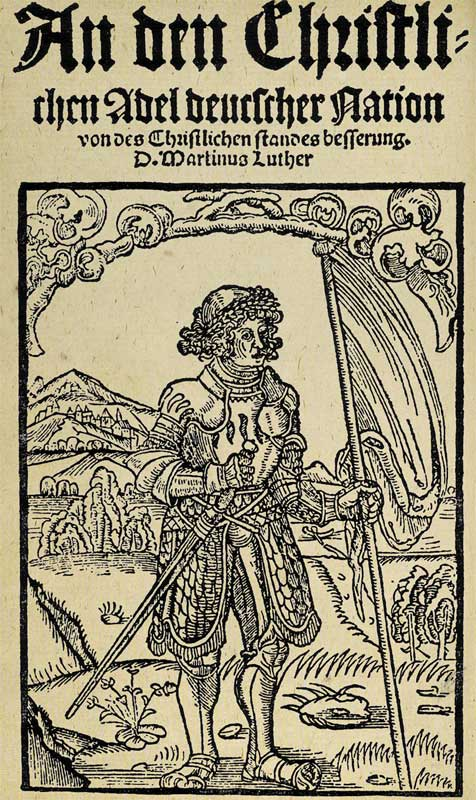

독일 기독교 귀족에게 고함(An den christlichen Adel deutscher Nation, To the Christian Nobility of the German Nation)은 1520년 8월 5일 출판한 마르틴 루터의 종교개혁 3대 논문 중 첫번째 논문이다. 이 작품에서 그는 처음으로 만인 제사장 교리와 두 왕국 사상을 논하였다. 이 작품은 라틴어가 아닌 독일어로 쓰여졌다. 루터는 이 책에서 자신의 중요한 신학 사상을 전개하면서 당시 넘을 수 없는 장벽으로서 교황을 강하게 비판했다. 그는 교황에게 3개의 장벽이 있다고 한다.  첫째, 사제나 성직자의 권위가 세상권위보다 위에 있다는 것이다. 둘째, 오직 교황만이 성경을 오류없이 해석할 수 있다는 것이다. 셋째, 황제나 다른 사람이 아니라 오직 교황만이 합법적 공의회를 소집할 수 있다고 주장하는 것이다.

## 결과
이로 말미암아 결국 루터는 파문장(破門狀)을 받게 되고, 이듬해 1521년에는 보름스 의회에 소환되어 카를 5세 황제의 심문을 받는다. 여기서도 그는 자신의 소신을 굽히지 않았는데, 그는 심문을 받고 돌아가다가 작센의 선제후 프리드리히에 의해 바르트부르크 성에서 숨어 지내며 보호를 받을 수 있게 된다. 그리고 성경을 번역하게 된다.
결과적으로 루터는 모든 믿는자들에게 만인제사장직을 주장하고 있다. 세례 받은 모든 성도들은 하나님 앞에서 사제들과 평등하며, 하나님의 일을 하는 권한이 있다는 것이다. 이 논문은 종교개혁을 위해 독일의 민족주의에 호소하였다. 또한 사제들의 교권의 억압으로부터 각 개인이 이신칭의를 통하여 성도들로 하여금 각각의 신학적 또는 신앙적 성숙을 이끌었다.